# Panhard & Levassor Type X16
Der Panhard & Levassor Type X16 ist ein Pkw- und Nutzfahrzeugmodell der 1910er Jahre. Hersteller war Panhard & Levassor in Frankreich.

## Beschreibung
Die Fahrzeuge haben einen Ottomotor. Im Motorcode „LU4E“ steht das „U“ für den Monoblockmotor und die „4“ für die Anzahl der Zylinder.
Der Vierzylinder-Reihenmotor hat 80 mm Bohrung, 120 mm Hub und 2413 cm³ Hubraum. Er wurde auch 12 CV genannt. Die Leistung des Frontmotors wird über ein Dreiganggetriebe und eine Kardanwelle an die Hinterachse übertragen.
Der Radstand beträgt zwischen 277 cm und 313 cm.
Bekannt sind die Karosseriebauformen Torpedo, Limousine, Landaulet und Coupé.
Die Produktion lief von Juli 1911 bis 1912, ruhte 1913 und wurde 1914 noch einmal aufgenommen. In den einzelnen Kalenderjahren wurden 193, 75, 0 und ein Fahrzeug hergestellt. In Summe sind das 269 Fahrzeuge, von denen 95 exportiert wurden.
Außerdem entstand im Oktober 1911 ein leichter Transporter auf dieser Basis. Er hatte den Motorcode „LU4E2“. Es blieb ein Einzelstück.
Vorgänger war der Type X5. Der zeitweise parallel angebotene Type X10 unterschied sich im Wesentlichen durch sein Vierganggetriebe. Nachfolger wurde der Type 20.